# Joseph Fiévée

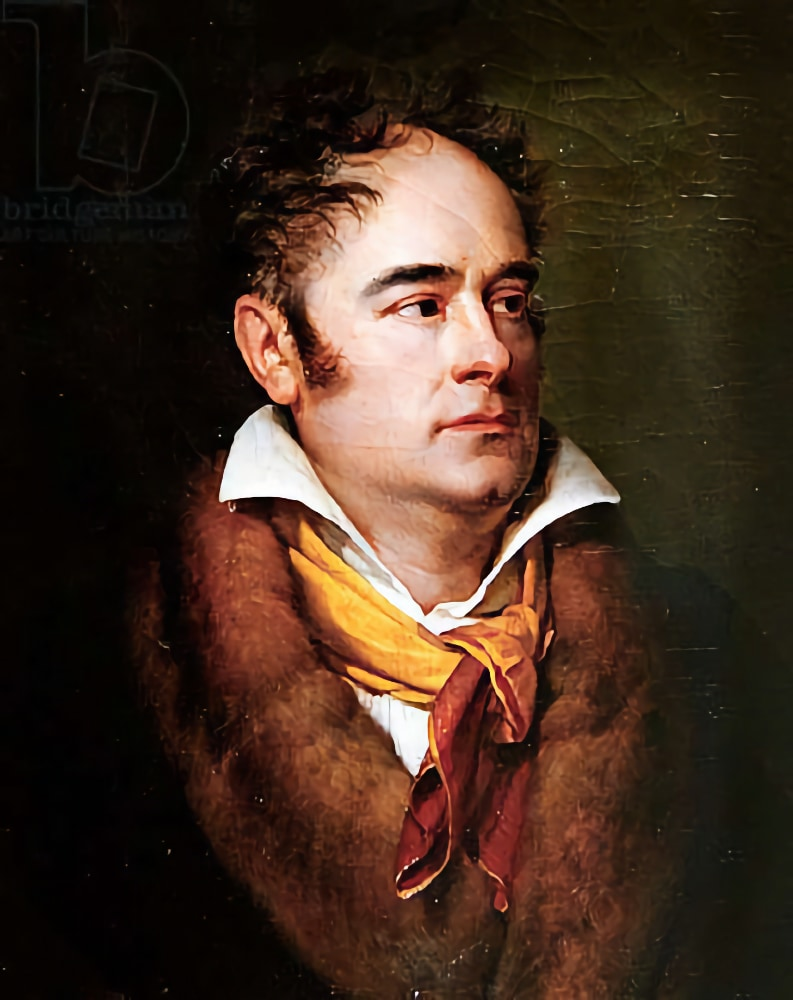
Joseph Fiévée

Joseph Fiévée (* 9. April 1767 in Paris; † 9. Mai 1839 ebenda) war ein französischer Journalist, Schriftsteller und Abgeordneter. 

## Leben
Fiévée war der Sohn eines Wirts und der Schwager des Journalisten Charles Frédéric Perlet (1759–1828). 
Während der Revolution und Terrorherrschaft war Fiévée Anhänger der Royalisten und damit Parteigänger von François Xavier de Montesquiou-Fézensac. In dieser Zeit verfasste Fiévée seinen Schlüsselroman La dot de Suzette (dt. Die Mitgift von Suzette), der ein großer literarischer Erfolg wurde. 
1790 heiratete er, doch seine Ehefrau starb bereits bei der Geburt des ersten Kindes. Ende desselben Jahres traf Fiévée den Schriftsteller Michel Théodore Leclercq, mit dem er bald zusammenzog. Beide erzogen Fiévées Sohn gemeinsam. 
Durch seine Bekanntschaft mit dem Schriftsteller Jean-Louis Aubert wurde Fiévée 1800 Redakteur der Zeitung Gazette de France. 1803 wurde Fiévée auf Befehl von Joseph Fouché verhaftet und im Pariser Temple inhaftiert. Erst als Pierre-Louis Roederer, ein Berater Napoleons, bei Fouché intervenierte, kam Fiévée wieder frei. 
Zwischen 1804 und 1807 fungierte Fiévée als Chefredakteur des Journal des débats. Auf Wunsch Napoleons wurde Fiévée 1810 in den Adelsstand erhoben und ihm das Prädikat „maître des requêtes“ verliehen. Napoleon ernannte ihn zum Mitglied im Conseil d’État und drei Jahre erhielt er den Posten des Präfekten des Départements Nièvre. Als Fiévée zusammen mit seinem Sohn und Leclercq in Nevers eintraf, kam es zum Skandal. 
Vier Wochen nach seinem 72. Geburtstag starb Joseph Fiévée am 9. Mai 1839 in Paris und fand seine letzte Ruhestätte neben Leclercq auf dem Friedhof Père-Lachaise.

## Ehrungen
- 1812 Ritter der Ehrenlegion

## Werke (Auswahl)
Prosa
- Six nouvelles. Perlet, Paris 1803 (2 Bde.)[1]
- Suschens Aussteuer oder Geschichte der Frau von Seneterre (La dot de Suzette, ou mémoires de Mde de Senneterre, 1799). Wilmanns Verlag, Bremen 1799.

Theaterstücke
- Les riqueurs du cloitre. Comédie en deux actes, en prosé mêlée d’ariettes. Édition de Boubers, Paris 1793.[2]
- La maison à vendre. Paris 1789.
- Le badinage dangereux. Paris 1789.

Sachbücher
- Nouvelle correspondance politique et administrative. Sautelet, Paris 1828.

Werkausgabe
- Jules Janin (Hrsg.): Œuvres. Gosselin, Paris 1842.